# Janów Podlaski (gmina)
Janów Podlaski – gmina wiejska w województwie lubelskim, w powiecie bialskim.
Siedziba gminy to Janów Podlaski.
Według danych z 30 czerwca 2004 gminę zamieszkiwało 5560 osób.

## Historia
W latach 1870–1919 w powiecie konstantynowskim istniała gmina Janów, utworzona z pozbawionego praw miejskich Janowa i funkcjonująca do momentu odzyskania praw miejskich po odzyskaniu przez Polskę niepodległości. Jednostka ta składała się z samej osady Janów.
Gmina Janów Podlaski o zasięgu zbliżonym do dzisiejszego powstała dopiero pod okupacją hitlerowską w 1940 roku w Kreishauptmannschaft Biala-Podlaska (w powiecie bialskim) z obszaru zniesionej gminy Pawłów oraz pozbawionego (po raz drugi) praw miejskich Janowa.
W sierpniu 1944 uchylono podział administracyjny wprowadzony przez okupanta, przez co Janów tymczasowo odzyskał status miasta (posiadał taki jeszcze 28 czerwca 1946); nie reaktywowano natomiast gminy Pawłów, zachowując gminę Janów Podlaski, przez co przez dwa lata funkcjonowały obok siebie dwie jednostki o nazwie Janów Podlaski – wiejska (3849 mieszk. w 1946 r.) i miejska (2450 mieszk. w 1946 r.). Późniejsze publikacje (od 1947) Janowa jako miasta już nie wymieniają (wieś w gminie Janów Podlaski).
Jednostkę zniesiono jesienią 1954 roku w związku ze zlikwidowaniem gmin i wprowadzeniu gromad. Gromady, z gromadzkimi radami narodowymi (GRN) jako organami władzy najniższego stopnia na wsi, funkcjonowały od reformy reorganizującej administrację wiejską przeprowadzonej jesienią 1954 do momentu ich zniesienia z dniem 1 stycznia 1973, tym samym wypierając organizację gminną w latach 1954–1972.
Gromada Janów Podlaski przetrwała do końca 1972 roku, czyli do kolejnej reformy gminnej. 1 stycznia 1973 w powiecie bialskim reaktywowano gminę Janów Podlaski w obecnych granicach.
W latach 1975–1998 gmina położona była w województwie bialskopodlaskim.

## Ochrona przyrody
Na obszarze gminy znajduje się rezerwat przyrody Łęg Dębowy koło Janowa Podlaskiego chroniący łęg dębowy z licznymi 
drzewami pomnikowymi, rzadkimi roślinami runa
.

## Struktura powierzchni
Według danych z roku 2002 gmina Janów Podlaski ma obszar 135 km², w tym:
- użytki rolne: 75%
- użytki leśne: 17%

Gmina stanowi 4,9% powierzchni powiatu.

## Demografia

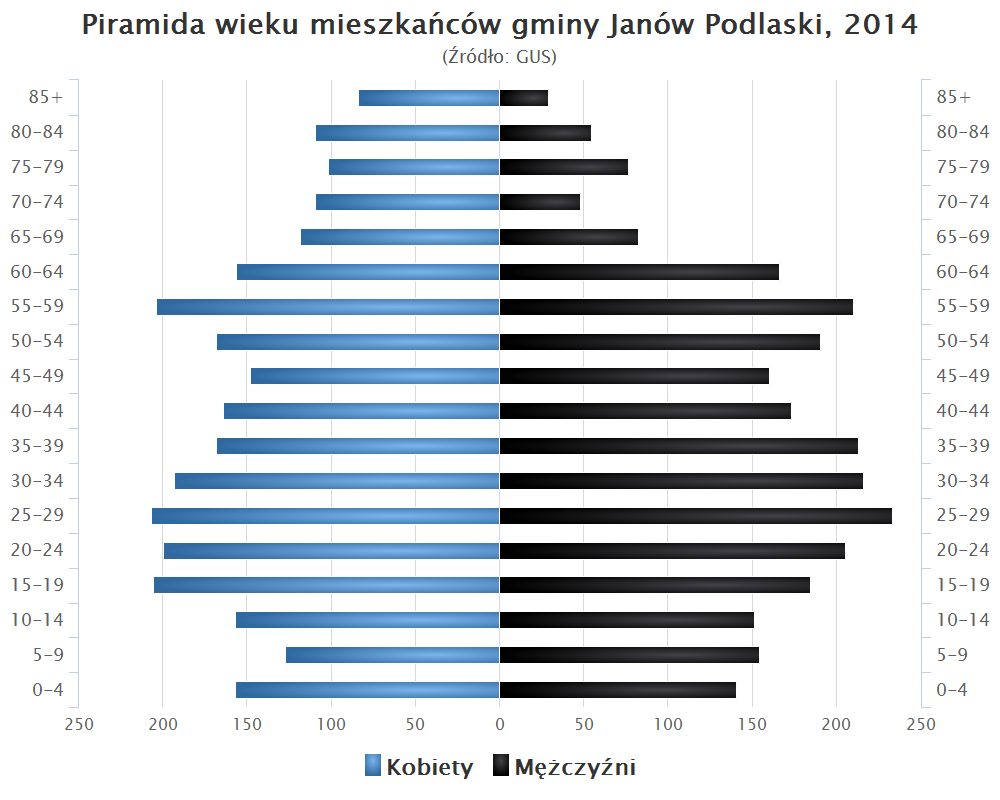
Piramida wieku mieszkańców gminy Janów Podlaski w 2014 roku

Dane z 30 czerwca 2004:
| Opis                              | Ogółem | Ogółem | Kobiety | Kobiety | Mężczyźni | Mężczyźni |
| --------------------------------- | ------ | ------ | ------- | ------- | --------- | --------- |
| jednostka                         | osób   | %      | osób    | %       | osób      | %         |
| populacja                         | 5560   | 100    | 2786    | 50,1    | 2774      | 49,9      |
| gęstość zaludnienia (mieszk./km²) | 41,2   | 41,2   | 20,6    | 20,6    | 20,5      | 20,5      |

## Sołectwa
Błonie, Bubel-Granna, Bubel-Łukowiska, Jakówki, Janów Podlaski, Kajetanka, Klonownica Mała, Klonownica-Plac, Ostrów, Peredyło, Polinów, Nowy Pawłów, Romanów, Stare Buczyce, Stary Bubel, Stary Pawłów, Werchliś, Woroblin
Miejscowości bez statusu sołectwa: Błonie (kolonia), Kajetanka (kolonia), Nowinki, Piaski, Pieczyska, Wygoda

## Sąsiednie gminy
Biała Podlaska, Konstantynów, Leśna Podlaska, gmina Rokitno. Gmina sąsiaduje z Białorusią.